# Elongobula
Elongobula es un género de foraminífero bentónico de la familia Buliminoididae, de la superfamilia Glabratelloidea, del suborden Rotaliina y del orden Rotaliida. Su especie tipo es Elongobula chattonensis. Su rango cronoestratigráfico abarca el Oligoceno.

## Clasificación
Elongobula incluye a las siguientes especies:
- Elongobula andromachae †
- Elongobula arethusae †
- Elongobula basicostata †
- Elongobula basicostatiformis †
- Elongobula chattonensis †
- Elongobula cochlea †
- Elongobula creta †
- Elongobula electrae †
- Elongobula grata †
- Elongobula hebetata †
- Elongobula iphigeneae †
- Elongobula lawsi †
- Elongobula lecalvezae †
- Elongobula medeae †
- Elongobula missilis †
- Elongobula multicamera †
- Elongobula parallela †
- Elongobula pulchra †
- Elongobula pupa †
- Elongobula rara †
- Elongobula seiglei †
- Elongobula seminuda †
- Elongobula spinigera †
- Elongobula stainforthi †
- Elongobula turbinata †
- Elongobula waiparaensis †

Otras especies consideradas en Elongobula son:
- Elongobula milletti †, aceptado como Floresina milletti †
- Elongobula spicata †, aceptado como Floresina spicata †